# Yvrench
 Yvrench  es una población y comuna francesa, en la región de Alta Francia, departamento de Somme, en el distrito de Abbeville y cantón de Rue.

## Demografía
| Gráfica de evolución demográfica de Yvrench entre 2005 y 2018 |
|                                                               |

Fuentes: INSEE.